# Liste des fortins de la ligne Devèze
Cette page est une annexe de l'article « Ligne Devèze ».
Cette liste non exhaustive recense les fortins de la ligne Devèze.  Certaines localisations sont approximatives et doivent être confirmées.

## Liste
| Nom                             | Image | Mod. | Localité (Section)                | Pr. | Commune            | Coordonnées                 | Objectif | Orientation de l'embrasure. Suivant les abréviations de la rose des vents. | Commentaires | Etat                                                                                   |
| ------------------------------- | ----- | ---- | --------------------------------- | --- | ------------------ | --------------------------- | --- | -------------------------------------------------------------------------- | --- | -------------------------------------------------------------------------------------- |
| Bunker C P.A. Beusdael          |       |      | Beusdael (Sippenaeken)            |     | Plombières         | 50° 45′ 10″ N, 5° 53′ 39″ E | | SE                                                                         | |                                                                                        |
| Bunker B P.A. Beusdael          |       |      | Beusdael (Sippenaeken)            |     | Plombières         | 50° 44′ 56″ N, 5° 54′ 06″ E | | NE                                                                         | |                                                                                        |
| Bunker A P.A. Beusdael          |       |      | Beusdael (Sippenaeken)            |     | Plombières         | 50° 44′ 44″ N, 5° 53′ 57″ E | | NE                                                                         | |                                                                                        |
| Bunker K P.A. Hombourg          |       |      | Hombourg                          |     | Plombières         | 50° 43′ 28″ N, 5° 54′ 30″ E | |                                                                            | | Disparu en 2019.                                                                       |
| Bunker A P.A. Hombourg          |       |      | Hombourg                          |     | Plombières         | 50° 42′ 43″ N, 5° 54′ 50″ E | - Couverture de la route vers Henri-Chapelle.                                                                             | SSE                                                                        | |                                                                                        |
| Bunker B P.A. Hombourg          |       |      | Hombourg                          |     | Plombières         | 50° 42′ 56″ N, 5° 55′ 12″ E | | SE                                                                         | |                                                                                        |
| Bunker E P.A. Hombourg          |       |      | Hombourg                          |     | Plombières         | 50° 43′ 15″ N, 5° 55′ 30″ E | |                                                                            | |                                                                                        |
| Bunker O P.A. Hombourg          |       |      | Hombourg                          |     | Plombières         | 50° 43′ 24″ N, 5° 55′ 29″ E | |                                                                            | |                                                                                        |
| Bunker J P.A. Hombourg          |       |      | Hombourg                          |     | Plombières         | 50° 43′ 35″ N, 5° 54′ 57″ E | |                                                                            | |                                                                                        |
| Bunker H P.A. Hombourg          |       |      | Hombourg                          |     | Plombières         | 50° 43′ 40″ N, 5° 55′ 17″ E | |                                                                            | |                                                                                        |
| Bunker G P.A. Hombourg          |       |      | Hombourg                          |     | Plombières         | 50° 43′ 37″ N, 5° 55′ 48″ E | | E                                                                          | | Mis en valeur.                                                                         |
| Bunker M P.A. Hombourg          |       |      | Hombourg                          |     | Plombières         | 50° 42′ 43″ N, 5° 54′ 27″ E | - Couverture de la rue d'Aubel.                                                                                           | NE                                                                         | |                                                                                        |
| Bunker A P.A. Henri-Chapelle    |       |      | Henri-Chapelle                    |     | Welkenraedt        | 50° 40′ 16″ N, 5° 54′ 34″ E | |                                                                            | | Disparu.                                                                               |
| Bunker B P.A. Henri-Chapelle    |       |      | Henri-Chapelle                    |     | Welkenraedt        | 50° 40′ 22″ N, 5° 55′ 19″ E | |                                                                            | |                                                                                        |
| Bunker C P.A. Henri-Chapelle    |       |      | Henri-Chapelle                    |     | Welkenraedt        | 50° 40′ 00″ N, 5° 55′ 13″ E | |                                                                            | - Localisation non confirmée. |                                                                                        |
| Bunker D P.A. Henri-Chapelle    |       |      | Henri-Chapelle                    |     | Welkenraedt        | 50° 40′ 01″ N, 5° 55′ 52″ E | |                                                                            | |                                                                                        |
| Bunker E P.A. Henri-Chapelle    |       |      | Henri-Chapelle                    |     | Welkenraedt        | 50° 40′ 18″ N, 5° 56′ 07″ E | |                                                                            | - Localisation non confirmée. |                                                                                        |
| Bunker F P.A. Henri-Chapelle    |       |      | Henri-Chapelle                    |     | Welkenraedt        | 50° 40′ 28″ N, 5° 56′ 21″ E | |                                                                            | - Localisation non confirmée. |                                                                                        |
| Bunker G P.A. Henri-Chapelle    |       |      | Henri-Chapelle                    |     | Welkenraedt        | 50° 40′ 50″ N, 5° 56′ 25″ E | |                                                                            | - Localisation non confirmée. | Disparu.                                                                               |
| Bunker H P.A. Henri-Chapelle    |       |      | Henri-Chapelle                    |     | Welkenraedt        | 50° 40′ 42″ N, 5° 55′ 42″ E | |                                                                            | |                                                                                        |
| Bunker I P.A. Henri-Chapelle    |       |      | Henri-Chapelle                    |     | Welkenraedt        | 50° 40′ 45″ N, 5° 55′ 35″ E | |                                                                            | |                                                                                        |
| Bunker J P.A. Henri-Chapelle    |       |      | Henri-Chapelle                    |     | Welkenraedt        | 50° 40′ 58″ N, 5° 55′ 23″ E | |                                                                            | |                                                                                        |
| Bunker K P.A. Henri-Chapelle    |       |      | Henri-Chapelle                    |     | Welkenraedt        | 50° 41′ 01″ N, 5° 54′ 51″ E | |                                                                            | |                                                                                        |
| Bunker L P.A. Henri-Chapelle    |       |      | Henri-Chapelle                    |     | Welkenraedt        | 50° 40′ 33″ N, 5° 55′ 20″ E | |                                                                            | | Disparu.                                                                               |
| Bunker M P.A. Henri-Chapelle    |       |      | Henri-Chapelle                    |     | Welkenraedt        | 50° 40′ 48″ N, 5° 55′ 12″ E | |                                                                            | - Localisation non confirmée. |                                                                                        |
| Bunker D P.A. Bois de Grünhaut  |       |      | Hoof (Henri-Chapelle)             |     | Welkenraedt        | 50° 39′ 13″ N, 5° 56′ 26″ E | | NE                                                                         | |                                                                                        |
| Bunker C P.A. Bois de Grünhaut  |       |      | Hoof (Henri-Chapelle)             |     | Welkenraedt        | 50° 39′ 09″ N, 5° 56′ 25″ E | | SE                                                                         | |                                                                                        |
| Bunker B P.A. Bois de Grünhaut  |       |      | Meuschemen                        |     | Baelen             | 50° 38′ 45″ N, 5° 56′ 30″ E | | ENE                                                                        | |                                                                                        |
| Bunker A P.A. Dolhain           |       |      | Dolhain                           |     | Limbourg           | 50° 36′ 06″ N, 5° 56′ 53″ E | |                                                                            | |                                                                                        |
| Bunker J P.A. Dolhain           |       |      | Dolhain                           |     | Limbourg           | 50° 37′ 17″ N, 5° 55′ 39″ E | |                                                                            | |                                                                                        |
| Bunker K P.A. Dolhain           |       |      | Dolhain                           |     | Limbourg           | 50° 37′ 07″ N, 5° 55′ 03″ E | |                                                                            | |                                                                                        |
| Bunker L P.A. Dolhain           |       |      | Dolhain                           |     | Limbourg           | 50° 36′ 40″ N, 5° 54′ 50″ E | |                                                                            | |                                                                                        |
| Bunker B P.A. Jalhay            |       |      | Jalhay                            |     | Jalhay             | 50° 33′ 27″ N, 5° 57′ 06″ E | |                                                                            | |                                                                                        |
| Bunker C P.A. Jalhay            |       |      | Jalhay                            |     | Jalhay             | 50° 33′ 28″ N, 5° 57′ 09″ E | |                                                                            | - Localisation non confirmée |                                                                                        |
| Bunker E P.A. Jalhay            |       |      | Jalhay                            |     | Jalhay             | 50° 33′ 37″ N, 5° 57′ 18″ E | |                                                                            | |                                                                                        |
| Bunker F P.A. Jalhay            |       |      | Jalhay                            |     | Jalhay             | 50° 33′ 33″ N, 5° 57′ 36″ E | |                                                                            | |                                                                                        |
| Bunker C P.A. Hockai            |       |      | Sart-lez-Spa (Jalhay)             |     | Stavelot           | 50° 29′ 13″ N, 5° 59′ 04″ E | - Couverture du pont du chemin de fer .                                                                                   | E                                                                          | - Situé sur l'ancienne commune de Sart-lez-Spa mais à proximité du village de Hockai. |                                                                                        |
| Bunker A P.A. Hockai            |       |      | Hockai (Francorchamps)            |     | Stavelot           | 50° 28′ 59″ N, 5° 58′ 59″ E | |                                                                            | - Localisation non confirmée . |                                                                                        |
| Bunker E P.A. Stavelot          |       |      | Stavelot                          |     | Stavelot           | 50° 23′ 34″ N, 5° 55′ 58″ E | |                                                                            | |                                                                                        |
| Bunker F P.A. Stavelot          |       |      | Stavelot                          |     | Stavelot           | 50° 23′ 36″ N, 5° 56′ 02″ E | |                                                                            | |                                                                                        |
| Fortin de Ristonvenne           |       |      | Trois-Ponts                       |     | Trois-Ponts        | 50° 21′ 55″ N, 5° 52′ 27″ E | |                                                                            | |                                                                                        |
| Fortin avenue Joseph Lejeune    |       |      | Trois-Ponts                       |     | Trois-Ponts        | 50° 22′ 10″ N, 5° 51′ 51″ E | |                                                                            | - Localisation non confirmée. | Disparu.                                                                               |
| Fortin du ruisseau Baleur       |       |      | Trois-Ponts                       |     | Trois-Ponts        | 50° 22′ 12″ N, 5° 51′ 52″ E | |                                                                            | - Localisation non confirmée. |                                                                                        |
| Fortin du vieux chemin de Brume |       |      | Trois-Ponts                       |     | Trois-Ponts        | 50° 22′ 28″ N, 5° 52′ 13″ E | |                                                                            | [vidéo][Production de télévision] « Trois-Ponts : un fortin restauré mis en valeur » sur www.vedia.be, 10 mai 2016, 02:11 min (consulté le 16 mai 2023).                                                |                                                                                        |
| Fortin de Faravenne             |       |      | Trois-Ponts                       |     | Trois-Ponts        | 50° 22′ 32″ N, 5° 52′ 17″ E | |                                                                            | - Localisation non confirmée. |                                                                                        |
| Fortin S7 L.D. de la Salm       |       | B    | Rochelinval (Wanne)               |     | Trois-Ponts        | 50° 20′ 23″ N, 5° 54′ 05″ E | |                                                                            | |                                                                                        |
| Fortin S6 L.D. de la Salm       |       |      | Rochelinval (Wanne)               |     | Trois-Ponts        | 50° 20′ 17″ N, 5° 54′ 07″ E | |                                                                            | |                                                                                        |
| Fortin 16 L.D. de la Lienne     |       |      | Targnon (Lorcé)                   |     | Stoumont           | 50° 24′ 48″ N, 5° 46′ 32″ E | |                                                                            | - Jean Puelinckx et Luc Malchair « Ligne de défense de la Lienne », sur fortiff.be (version du 21 mars 2016 sur Internet Archive) - Localisation non confirmée.                                         |                                                                                        |
| Fortin 15 L.D. de la Lienne     |       |      | Targnon (Lorcé)                   |     | Stoumont           | 50° 24′ 53″ N, 5° 46′ 26″ E | |                                                                            | - Jean Puelinckx, Luc Malchair et Jean Poumay « Ligne de la Lienne - Abri L15 », sur fortiff.be (version du 3 août 2016 sur Internet Archive) - Localisation non confirmée.                             |                                                                                        |
| Fortin 14 L.D. de la Lienne     |       |      | Targnon (Lorcé)                   |     | Stoumont           | 50° 24′ 41″ N, 5° 46′ 06″ E | |                                                                            | - Jean Puelinckx, Luc Malchair et Andreas Schröder « Ligne de la Lienne - Abri L14 », sur fortiff.be (version du 3 août 2016 sur Internet Archive) - Localisation non confirmée.                        |                                                                                        |
| Fortin 13 L.D. de la Lienne     |       |      | Targnon (Lorcé)                   |     | Stoumont           | 50° 23′ 18″ N, 5° 45′ 29″ E | |                                                                            | - Jean Puelinckx, Luc Malchair et Andreas Schröder « Ligne de la Lienne - Abri L13 », sur fortiff.be (version du 3 août 2016 sur Internet Archive) - Localisation non confirmée.                        |                                                                                        |
| Fortin 12 L.D. de la Lienne     |       | A    | Les Forges                        |     | Stoumont           | 50° 22′ 40″ N, 5° 44′ 01″ E | |                                                                            | |                                                                                        |
| Fortin 11 L.D. de la Lienne     |       | B    | Les Forges                        |     | Stoumont           | 50° 22′ 38″ N, 5° 43′ 57″ E | |                                                                            | |                                                                                        |
| Fortin 10 L.D. de la Lienne     |       | B    | Neufmoulin                        |     | Stoumont           | 50° 22′ 31″ N, 5° 43′ 36″ E | |                                                                            | |                                                                                        |
| Fortin 9 L.D. de la Lienne      |       | A    | Neufmoulin                        |     | Stoumont           | 50° 22′ 06″ N, 5° 43′ 23″ E | |                                                                            | |                                                                                        |
| Fortin 8 L.D. de la Lienne      |       | A    | Neufmoulin                        |     | Stoumont           | 50° 22′ 06″ N, 5° 43′ 16″ E | |                                                                            | |                                                                                        |
| Fortin 7 L.D. de la Lienne      |       | B    | Neufmoulin                        |     | Stoumont           | 50° 21′ 51″ N, 5° 43′ 22″ E | |                                                                            | |                                                                                        |
| Fortin 6 L.D. de la Lienne      |       | A    | Trou de Bra (Bra)                 |     | Lierneux           | 50° 20′ 48″ N, 5° 43′ 43″ E | |                                                                            | |                                                                                        |
| Fortin 5 L.D. de la Lienne      |       | A    | Pont de Villettes (Bra)           |     | Lierneux           | 50° 19′ 35″ N, 5° 44′ 59″ E | |                                                                            | |                                                                                        |
| Fortin 4 L.D. de la Lienne      |       | A    | Pont de Villettes (Bra)           |     | Lierneux           | 50° 19′ 34″ N, 5° 45′ 08″ E | |                                                                            | |                                                                                        |
| Fortin 3 L.D. de la Lienne      |       | A    | Pont de Villettes (Bra)           |     | Lierneux           | 50° 19′ 27″ N, 5° 45′ 26″ E | |                                                                            | - Localisation non confirmée. |                                                                                        |
| Fortin 2 L.D. de la Lienne      |       | B    | Lansival                          |     | Lierneux           | 50° 18′ 13″ N, 5° 46′ 40″ E | |                                                                            | |                                                                                        |
| Fortin 1 L.D. de la Lienne      |       | A    | Lansival                          |     | lierneux           | 50° 18′ 09″ N, 5° 46′ 44″ E | |                                                                            | |                                                                                        |
| Fortin LB L.D. de la Lienne     |       | D    | Lansival                          |     | Lierneux           | 50° 18′ 00″ N, 5° 46′ 33″ E | - Couverture de la route de Lansival avec Fortin LA                                                                       | SSE                                                                        | |                                                                                        |
| Fortin LA L.D. de la Lienne     |       | B    | Lansival                          |     | Lierneux           | 50° 17′ 43″ N, 5° 46′ 33″ E | - Couverture du pont franchissant le ruisseau Groumont.                                                                   | ENE                                                                        | |                                                                                        |
| Fortin 1 C.R. de Baneux         |       | D    | Baneux                            |     | Lierneux           | 50° 17′ 04″ N, 5° 46′ 22″ E | - Couverture du flanc sud.                                                                                                | S                                                                          | |                                                                                        |
| Fortin 2 C.R. de Baneux         |       | A    | Baneux                            |     | Lierneux           | 50° 17′ 07″ N, 5° 46′ 26″ E | - Couverture du pont franchissant le ruisseau Groumont.                                                                   | E                                                                          | |                                                                                        |
| Fortin 3 C.R. de Baneux         |       | A    | Baneux                            |     | Lierneux           | 50° 17′ 10″ N, 5° 46′ 23″ E | - Couverture de la route de Manhay .                                                                                      | NE                                                                         | |                                                                                        |
| Fortin 4 C.R. de Baneux         |       | A    | Baneux                            |     | Lierneux           | 50° 17′ 17″ N, 5° 46′ 30″ E | - Couverture du ruisseau Groumont.                                                                                        | E                                                                          | |                                                                                        |
| Fortin 5 C.R. de Baneux         |       | B    | Baneux                            |     | Lierneux           | 50° 17′ 25″ N, 5° 46′ 18″ E | - Couverture de la route de Manhay .                                                                                      | SE                                                                         | |                                                                                        |
| Fortin S1 L.D. de la Salm       |       |      | Petit-Halleux (Grand-Halleux)     |     | Vielsalm           | 50° 19′ 13″ N, 5° 54′ 17″ E | - Contrôle de la voie ferrée entre Vielsam et Trois-Ponts                                                                 | S                                                                          | |                                                                                        |
| Fortin 6 C.R. de Vielsalm       |       | A    | Vielsalm                          |     | Vielsalm           | 50° 17′ 10″ N, 5° 55′ 24″ E | - Couverture de la rivière et de l’ancienne ligne 47A.                                                                    | NNE                                                                        | - Etape du circuit pédestre 'Sur les traces des Chasseurs Ardennais'. |                                                                                        |
| Fortin 7 C.R. de Vielsalm       |       |      | Vielsalm                          |     | Vielsalm           | 50° 17′ 18″ N, 5° 55′ 23″ E | | NE                                                                         | | Disparu.                                                                               |
| Fortin 8 C.R. de Vielsalm       |       | D    | Vielsalm                          |     | Vielsalm           | 50° 17′ 23″ N, 5° 55′ 25″ E | - Couverture de l’ancienne ligne 47A et tir croisé avec le fortin 5.                                                      | SE                                                                         | - Situé à proximité du local des scouts. |                                                                                        |
| Fortin 5 C.R. Vielsalm          |       | B    | Vielsalm                          |     | Vielsalm           | 50° 17′ 07″ N, 5° 55′ 15″ E | - Couverture de l’intervalle entre la Rue de la Bouvière et le ruisseau de Hermanmont et tir croisé avec le fortin 6.     | ESE                                                                        | - Situé dans l'enceinte de la police. |                                                                                        |
| Fortin 4 C.R. de Vielsalm       |       | D    | Vielsalm                          |     | Vielsalm           | 50° 16′ 58″ N, 5° 55′ 20″ E | - Couverture de la et tir croisé avec le fortin 3.                                                                        | SSO                                                                        | - Situé dans l'enceinte du cimetière. - Etape du circuit pédestre 'Sur les traces des Chasseurs Ardennais'.                                                                                             | Mis en valeur.                                                                         |
| Fortin 3 C.R. de Vielsalm       |       | A    | Vielsalm                          |     | Vielsalm           | 50° 16′ 56″ N, 5° 55′ 20″ E | - Couverture de l’intervalle entre la Rue de la Bouvière et la avec l’ouvrage 4.                                          | SE                                                                         | - Situé dans un champ à 60 m du fortin du cimetière. |                                                                                        |
| Fortin 2 C.R. de Vielsalm       |       | D    | Vielsalm                          |     | Vielsalm           | 50° 16′ 55″ N, 5° 55′ 08″ E | - Couverture de la . | SSO                                                                        | |                                                                                        |
| Fortin 1 C.R. de Vielsalm       |       |      | Vielsalm                          |     | Vielsalm           | 50° 16′ 34″ N, 5° 54′ 40″ E | | SSO                                                                        | | Disparu.                                                                               |
| Fortin 5 C.R. de Ville-du-Bois  |       | C    | Ville-du-Bois                     |     | Vielsalm           | 50° 17′ 44″ N, 5° 56′ 15″ E | | NNO                                                                        | - Situé a côté de la Croix Jacques. |                                                                                        |
| Fortin 4 C.R. de Ville-du-Bois  |       | B    | Ville-du-Bois                     |     | Vielsalm           | 50° 17′ 46″ N, 5° 56′ 25″ E | | NE                                                                         | | Déplacé à 130m et partiellement enterré.                                               |
| Fortin 3 C.R. de Ville-du-Bois  |       | B    | Ville-du-Bois                     |     | Vielsalm           | 50° 17′ 43″ N, 5° 56′ 33″ E | | NE                                                                         | |                                                                                        |
| Fortin 2 C.R. de Ville-du-Bois  |       |      | Ville-du-Bois                     |     | Vielsalm           | 50° 17′ 34″ N, 5° 56′ 33″ E | | NE                                                                         | | Partiellement enterré.                                                                 |
| Fortin 1 C.R. de Ville-du-Bois  |       | B    | Ville-du-Bois                     |     | Vielsalm           | 50° 17′ 32″ N, 5° 56′ 34″ E | | NE                                                                         | | Partiellement enterré.                                                                 |
| Fortin 1 de Salmchâteau         |       | A    | Salmchâteau                       |     | Vielsalm           | 50° 15′ 38″ N, 5° 54′ 14″ E | - Couverture de la . | NNE                                                                        | |                                                                                        |
| Fortin 2 de Salmchâteau         |       |      | Salmchâteau                       |     | Vielsalm           | 50° 15′ 54″ N, 5° 54′ 14″ E | | N                                                                          | | Disparu.                                                                               |
| Fortin 3 de Salmchâteau         |       | A    | Salmchâteau                       |     | Vielsalm           | 50° 16′ 08″ N, 5° 53′ 35″ E | - Couverture de la . | ESE                                                                        | |                                                                                        |
| Fortin 5 de Baraque de Fraiture |       | A    | Fraiture (Bihain)                 |     | Vielsalm           | 50° 15′ 04″ N, 5° 45′ 43″ E | - Couverture de la route de Manhay .                                                                                      | SE                                                                         | |                                                                                        |
| Fortin 4 de Baraque de Fraiture |       | A    | Fraiture (Bihain)                 |     | Vielsalm           | 50° 14′ 53″ N, 5° 45′ 47″ E | - Couverture du flanc sud.                                                                                                | S                                                                          | |                                                                                        |
| Fortin 6 de Baraque de Fraiture |       | A    | Fraiture (Bihain)                 |     | Vielsalm           | 50° 15′ 13″ N, 5° 45′ 37″ E | - Couverture de la route de Fraiture.                                                                                     | E                                                                          | |                                                                                        |
| Fortin 3 de Baraque de Fraiture |       | B    | Bihain                            |     | Vielsalm           | 50° 14′ 17″ N, 5° 48′ 40″ E | |                                                                            | - Situé à l'origine à la Baraque de Fraiture, déplacé deux fois. - À proximité d'un jardin du Souvenir et musée de la 83e division d’infanterie américaine. - Couvert en 2017 de morceaux de miroirs.   | Mis en valeur.                                                                         |
|                                 |       |      | Poteau (Petit-Thier)              |     | Vielsalm           | 50° 18′ 46″ N, 6° 00′ 40″ E | |                                                                            | |                                                                                        |
| Fortin 4 ligne Cierreux-Bovigny |       | A    | Cierreux (Bovigny)                |     | Gouvy              | 50° 14′ 39″ N, 5° 55′ 10″ E | | SE                                                                         | |                                                                                        |
| Fortin 5 ligne Cierreux-Bovigny |       | A    | Cierreux (Bovigny)                |     | Gouvy              | 50° 14′ 25″ N, 5° 55′ 03″ E | | E                                                                          | |                                                                                        |
| Fortin 7 ligne Cierreux-Bovigny |       | A    | Bovigny                           |     | Gouvy              | 50° 13′ 41″ N, 5° 55′ 30″ E | | E                                                                          | |                                                                                        |
| Fortin 8 ligne Cierreux-Bovigny |       | A    | Bovigny                           |     | Gouvy              | 50° 13′ 29″ N, 5° 56′ 08″ E | | NE                                                                         | |                                                                                        |
| Fortin 9 ligne Cierreux-Bovigny |       | A    | Bovigny                           |     | Gouvy              | 50° 13′ 00″ N, 5° 55′ 36″ E | | NE                                                                         | |                                                                                        |
|                                 |       | A    | Brisy                             |     | Gouvy              | 50° 08′ 54″ N, 5° 50′ 44″ E | | S                                                                          | |                                                                                        |
| Fortin 2 C.R. de Beho           |       | B    | Beho                              |     | Gouvy              | 50° 12′ 43″ N, 5° 59′ 41″ E | | S                                                                          | |                                                                                        |
| Fortin 5 C.R. de Beho           |       | B    | Beho                              |     | Gouvy              | 50° 13′ 26″ N, 5° 59′ 56″ E | | NE                                                                         | |                                                                                        |
| Fortin 7 C.R. de Beho           |       | B    | Beho                              |     | Gouvy              | 50° 13′ 40″ N, 6° 00′ 12″ E | | NE                                                                         | |                                                                                        |
| Fortin 8 C.R. de Beho           |       | B    | Beho                              |     | Gouvy              | 50° 13′ 40″ N, 5° 59′ 46″ E | | N                                                                          | |                                                                                        |
| Fortin 8 C.R. de Beho           |       | B    | Beho                              |     | Gouvy              | 50° 13′ 47″ N, 5° 59′ 31″ E | - Contrôle de la voie ferrée 163 entre Saint-Vith et Gouvy.                                                               | NE                                                                         | |                                                                                        |
|                                 |       | B    | Gouvy                             |     | Gouvy              | 50° 11′ 24″ N, 5° 57′ 34″ E | | NE                                                                         | |                                                                                        |
|                                 |       | B    | Gouvy                             |     | Gouvy              | 50° 11′ 18″ N, 5° 57′ 30″ E | | E                                                                          | |                                                                                        |
|                                 |       | A    | Gouvy                             |     | Gouvy              | 50° 11′ 06″ N, 5° 56′ 39″ E | | SE                                                                         | |                                                                                        |
|                                 |       |      | Gouvy                             |     | Gouvy              | 50° 10′ 58″ N, 5° 56′ 15″ E | | SO                                                                         | |                                                                                        |
|                                 |       | A    | Montleban                         |     | Gouvy              | 50° 11′ 14″ N, 5° 49′ 13″ E | - Couverture de la route venant de Montleban .                                                                            | E                                                                          | |                                                                                        |
|                                 |       | A    | Montleban                         |     | Gouvy              | 50° 10′ 54″ N, 5° 49′ 26″ E | - Couverture de la route venant de Hallonru.                                                                              | NE                                                                         | |                                                                                        |
| Abri de Chabrehez               |       | A    | Chabrehez (Tailles)               |     | Houffalize         | 50° 13′ 38″ N, 5° 43′ 30″ E | - Couverture de la route venant de Tailles.                                                                               |                                                                            | - Combats de Chabrehez . |                                                                                        |
|                                 |       | B    | Tailles                           |     | Houffalize         | 50° 13′ 35″ N, 5° 44′ 51″ E | |                                                                            | |                                                                                        |
| Fortin 1 C.R. de Houffalize     |       | A    | Houffalize                        |     | Houffalize         | 50° 06′ 59″ N, 5° 47′ 18″ E | - Couverture de la route venant de Bastogne .                                                                             | S                                                                          | Jean Puelinckx et Luc Malchair « HF 1 (abri Houffalize) », sur fortiff.be (version du 24 mars 2016 sur Internet Archive)                                                                                | Abimé par une explosion interne. Inserré dans les soubassements d'une maison en ruine. |
| Fortin 2 C.R. de Houffalize     |       | A    | Houffalize                        |     | Houffalize         | 50° 07′ 01″ N, 5° 47′ 28″ E | - Couverture de la route venant de Houffalize et du chemin venant de Cowan.                                               | E                                                                          | Jean Puelinckx et Luc Malchair « HF 2 (abri Houffalize) », sur fortiff.be (version du 24 mars 2016 sur Internet Archive)                                                                                |                                                                                        |
| Fortin 3 C.R. de Houffalize     |       | B    | Houffalize                        |     | Houffalize         | 50° 07′ 43″ N, 5° 48′ 04″ E | - Couverture de la route venant de Bastogne .                                                                             | S                                                                          | Code QR du panneau historique: Jean Puelinckx et Luc Malchair « HF 3 (abri Houffalize) », sur fortiff.be (version du 24 mars 2016 sur Internet Archive)                                                 | Mis en valeur par un panneau historique.                                               |
| Fortin 4 C.R. de Houffalize     |       | D    | Houffalize                        |     | Houffalize         | 50° 07′ 46″ N, 5° 46′ 39″ E | - Couverture de la route de La Roche .                                                                                    | E                                                                          | Code QR du panneau historique: Jean Puelinckx et Luc Malchair « HF 4 (abri Houffalize) », sur fortiff.be (version du 24 mars 2016 sur Internet Archive)                                                 | Mis en valeur par un panneau historique.                                               |
| Fortin 5 C.R. de Houffalize     |       | A    | Houffalize                        |     | Houffalize         | 50° 08′ 45″ N, 5° 47′ 07″ E | |                                                                            | Jean Puelinckx et Luc Malchair « HF 5 (abri Houffalize) », sur fortiff.be (version du 24 mars 2016 sur Internet Archive)                                                                                | Disparu.                                                                               |
| Fortin 6 C.R. de Houffalize     |       | A    | Houffalize                        |     | Houffalize         | 50° 09′ 09″ N, 5° 47′ 23″ E | - Couverture de la route venant de Gouvy .                                                                                |                                                                            | Jean Puelinckx et Luc Malchair « HF 6 (abri Houffalize) », sur fortiff.be (version du 24 mars 2016 sur Internet Archive)                                                                                |                                                                                        |
| Fortin 7 C.R. de Houffalize     |       | A    | Houffalize                        |     | Houffalize         | 50° 08′ 18″ N, 5° 45′ 15″ E | - Couverture de la route de La Roche .                                                                                    |                                                                            | Jean Puelinckx et Luc Malchair « Achoûfe (gué d') Puelinckx », sur fortiff.be (version du 20 août 2016 sur Internet Archive)                                                                            |                                                                                        |
|                                 |       |      | Achouffe (Wibrin)                 |     | Houffalize         | 50° 08′ 43″ N, 5° 44′ 39″ E | Couverture de la route venant de la en direction de Wibrin.                                                               |                                                                            | Jean Puelinckx et Luc Malchair « AC29 (Achoûfe 1) », sur fortiff.be (version du 20 août 2016 sur Internet Archive)                                                                                      |                                                                                        |
|                                 |       |      | Achouffe (Wibrin)                 |     | Houffalize         | 50° 09′ 06″ N, 5° 44′ 48″ E | Couverture de la route venant de la en direction de Wibrin.                                                               | S                                                                          | Jean Puelinckx et Luc Malchair « AC30 (Achoûfe 2) », sur fortiff.be (version du 19 août 2016 sur Internet Archive)                                                                                      |                                                                                        |
|                                 |       |      | Wibrin                            |     | Houffalize         | 50° 10′ 10″ N, 5° 45′ 12″ E | |                                                                            | |                                                                                        |
|                                 |       |      | Rensiwez (Mabompré)               |     | Houffalize         | 50° 08′ 17″ N, 5° 43′ 20″ E | Couverture du pont de Rensiwez sur la route menant à Bonnerue.                                                            | S                                                                          | Jean Puelinckx et Luc Malchair « R3 (abri Rensiwez) », sur fortiff.be (version du 20 août 2016 sur Internet Archive)                                                                                    |                                                                                        |
|                                 |       |      | Rensiwez (Mabompré)               |     | Houffalize         | 50° 08′ 07″ N, 5° 43′ 16″ E | Couverture de la route de La Roche venant d'Houffalize.                                                                   | SSE                                                                        | Jean Puelinckx et Luc Malchair « R1 (abri Rensiwez) », sur fortiff.be (version du 20 août 2016 sur Internet Archive)                                                                                    |                                                                                        |
|                                 |       |      | Rensiwez (Mabompré)               |     | Houffalize         | 50° 08′ 11″ N, 5° 43′ 30″ E | Couverture du chemin carrosable remontant le ruisseau de Martin-Moulin depuis la route .                                  | S                                                                          | Jean Puelinckx et Luc Malchair « R2 (abri Rensiwez) », sur fortiff.be (version du 20 août 2016 sur Internet Archive), « AC99 (Achoûfe) », sur fortiff.be (version du 20 août 2016 sur Internet Archive) |                                                                                        |
|                                 |       | B    | Bertogne                          |     | Bastogne           | 50° 05′ 34″ N, 5° 40′ 40″ E | |                                                                            | |                                                                                        |
|                                 |       |      | Givroulle (Flamierge)             |     | Bastogne           | 50° 04′ 25″ N, 5° 36′ 15″ E | |                                                                            | Jean Puelinckx et Luc Malchair « 85 (CR de Givroule) », sur fortiff.be (version du 31 juillet 2016 sur Internet Archive)                                                                                |                                                                                        |
|                                 |       |      | Givroulle (Flamierge)             |     | Bastogne           | 50° 04′ 04″ N, 5° 36′ 04″ E | |                                                                            | Jean Puelinckx et Luc Malchair « 86 (CR de Givroule) », sur fortiff.be (version du 31 juillet 2016 sur Internet Archive)                                                                                | Disparu.                                                                               |
|                                 |       |      | Wembay (Erneuville)               |     | Tenneville         | 50° 05′ 32″ N, 5° 32′ 59″ E | |                                                                            | |                                                                                        |
|                                 |       |      | Tenneville                        |     | Tenneville         | 50° 04′ 59″ N, 5° 32′ 32″ E | |                                                                            | |                                                                                        |
|                                 |       |      | Tenneville                        |     | Tenneville         | 50° 04′ 56″ N, 5° 32′ 12″ E | |                                                                            | |                                                                                        |
|                                 |       |      | Tenneville                        |     | Tenneville         | 50° 04′ 49″ N, 5° 31′ 57″ E | |                                                                            | - Localisation non confirmée. | Disparu.                                                                               |
|                                 |       |      | Tenneville                        |     | Tenneville         | 50° 04′ 47″ N, 5° 31′ 37″ E | |                                                                            | |                                                                                        |
|                                 |       |      | Tenneville                        |     | Tenneville         | 50° 04′ 34″ N, 5° 33′ 09″ E | |                                                                            | |                                                                                        |
|                                 |       |      | Wyompont (Erneuville)             |     | Tenneville         | 50° 04′ 54″ N, 5° 33′ 56″ E | |                                                                            | |                                                                                        |
|                                 |       |      | Wyompont (Erneuville)             |     | Tenneville         | 50° 05′ 09″ N, 5° 34′ 40″ E | |                                                                            | - Localisation non confirmée. |                                                                                        |
|                                 |       |      | Wyompont (Erneuville)             |     | Tenneville         | 50° 05′ 08″ N, 5° 34′ 17″ E | |                                                                            | - Localisation non confirmée. |                                                                                        |
|                                 |       |      | Tresfontaine (Erneuville)         |     | Tenneville         | 50° 05′ 40″ N, 5° 34′ 12″ E | |                                                                            | - Localisation non confirmée. |                                                                                        |
|                                 |       |      | Herbaimont                        |     | Sainte-Ode         | 50° 03′ 07″ N, 5° 33′ 26″ E | |                                                                            | |                                                                                        |
|                                 |       |      | Herbaimont                        |     | Sainte-Ode         | 50° 03′ 00″ N, 5° 33′ 12″ E | |                                                                            | - Localisation non confirmée. |                                                                                        |
|                                 |       |      | Lavacherie                        |     | Sainte-Ode         | 50° 03′ 11″ N, 5° 30′ 50″ E | |                                                                            | - Localisation non confirmée. |                                                                                        |
|                                 |       |      | Lavacherie                        |     | Sainte-Ode         | 50° 03′ 12″ N, 5° 31′ 11″ E | |                                                                            | - Localisation non confirmée. |                                                                                        |
|                                 |       |      | Hemroulle                         |     | Bastogne           | 50° 01′ 25″ N, 5° 41′ 33″ E | |                                                                            | |                                                                                        |
|                                 |       |      | Hemroulle                         |     | Bastogne           | 50° 01′ 17″ N, 5° 41′ 43″ E | |                                                                            | |                                                                                        |
|                                 |       |      | Foy                               |     | Bastogne           | 50° 02′ 22″ N, 5° 44′ 41″ E | |                                                                            | |                                                                                        |
|                                 |       |      | Foy                               |     | Bastogne           | 50° 02′ 42″ N, 5° 45′ 11″ E | |                                                                            | | Disparu.                                                                               |
|                                 |       |      | Foy                               |     | Bastogne           |                             | |                                                                            | - Localisation inconnue. | Disparu.                                                                               |
|                                 |       |      | Bourcy                            |     | Bastogne           | 50° 03′ 10″ N, 5° 48′ 02″ E | |                                                                            | |                                                                                        |
|                                 |       |      | Bourcy                            |     | Bastogne           | 50° 03′ 21″ N, 5° 48′ 40″ E | |                                                                            | | Disparu.                                                                               |
|                                 |       |      | Bourcy                            |     | Bastogne           | 50° 03′ 46″ N, 5° 48′ 59″ E | |                                                                            | |                                                                                        |
|                                 |       |      | Bourcy                            |     | Bastogne           | 50° 03′ 46″ N, 5° 48′ 42″ E | |                                                                            | |                                                                                        |
|                                 |       |      | Noville (Bastogne)                |     | Bastogne           | 50° 04′ 09″ N, 5° 45′ 50″ E | |                                                                            | |                                                                                        |
|                                 |       |      | Noville (Bastogne)                |     | Bastogne           | 50° 03′ 54″ N, 5° 45′ 54″ E | |                                                                            | |                                                                                        |
|                                 |       |      | Noville (Bastogne)                |     | Bastogne           | 50° 03′ 49″ N, 5° 45′ 56″ E | |                                                                            | - Localisation non confirmée. |                                                                                        |
|                                 |       |      | Bastogne                          |     | Bastogne           | 50° 01′ 21″ N, 5° 43′ 09″ E | |                                                                            | |                                                                                        |
|                                 |       |      | Bastogne                          |     | Bastogne           | 50° 01′ 21″ N, 5° 43′ 27″ E | |                                                                            | - Existence en 2009 confirmée. |                                                                                        |
|                                 |       |      | Bastogne                          |     | Bastogne           | 50° 01′ 29″ N, 5° 42′ 37″ E | |                                                                            | |                                                                                        |
|                                 |       |      | Bastogne                          |     | Bastogne           | 49° 59′ 49″ N, 5° 43′ 57″ E | |                                                                            | |                                                                                        |
|                                 |       |      | Bastogne                          |     | Bastogne           | 49° 59′ 32″ N, 5° 42′ 40″ E | |                                                                            | |                                                                                        |
|                                 |       |      | Bastogne                          |     | Bastogne           | 49° 58′ 18″ N, 5° 43′ 08″ E | |                                                                            | |                                                                                        |
|                                 |       |      | Bastogne                          |     | Bastogne           | 49° 59′ 13″ N, 5° 41′ 44″ E | |                                                                            | |                                                                                        |
|                                 |       |      | Bastogne                          |     | Bastogne           | 49° 59′ 52″ N, 5° 41′ 24″ E | |                                                                            | |                                                                                        |
|                                 |       |      | Bastogne                          |     | Bastogne           | 49° 57′ 47″ N, 5° 40′ 44″ E | |                                                                            | |                                                                                        |
|                                 |       |      | Bastogne                          |     | Bastogne           | 50° 00′ 08″ N, 5° 41′ 19″ E | |                                                                            | - Localisation non confirmée. |                                                                                        |
|                                 |       |      | Bastogne                          |     | Bastogne           | 49° 58′ 05″ N, 5° 42′ 28″ E | |                                                                            | - Localisation non confirmée. |                                                                                        |
|                                 |       |      | Bastogne                          |     | Bastogne           | 49° 58′ 01″ N, 5° 43′ 02″ E | |                                                                            | - Localisation non confirmée. |                                                                                        |
|                                 |       |      | Bastogne                          |     | Bastogne           | 49° 59′ 18″ N, 5° 43′ 11″ E | |                                                                            | - Localisation non confirmée. |                                                                                        |
|                                 |       |      | Bastogne                          |     | Bastogne           | 49° 59′ 29″ N, 5° 43′ 57″ E | |                                                                            | - Localisation non confirmée. |                                                                                        |
|                                 |       |      | Bastogne                          |     | Bastogne           | 49° 59′ 26″ N, 5° 43′ 40″ E | |                                                                            | - Localisation non confirmée. |                                                                                        |
|                                 |       |      | Bastogne                          |     | Bastogne           | 50° 00′ 36″ N, 5° 43′ 50″ E | |                                                                            | Existence et localisation confirmées 03/12/2024 | Recouvert de terre                                                                     |
| Fortin Cady                     |       |      | Bastogne                          |     | Bastogne           | 50° 00′ 33″ N, 5° 43′ 53″ E | |                                                                            | Adjacent au « Monument Emile Cady », sur liberationroute.com | Mis en valeur.                                                                         |
| Fortin Boggess                  |       |      | Bastogne                          |     | Bastogne           | 49° 59′ 04″ N, 5° 42′ 00″ E | Contrôle de la route reliant Bastogne et Assenois.                                                                        | O                                                                          | « Percée à Assenois et forteresse Boggess », sur liberationroute.com 26 décembre 1944. | Mis en valeur.                                                                         |
|                                 |       |      | Bastogne                          |     | Bastogne           | 49° 58′ 45″ N, 5° 41′ 49″ E | |                                                                            | |                                                                                        |
|                                 |       |      | Sibret                            |     | Vaux-sur-Sûre      | 49° 59′ 22″ N, 5° 39′ 25″ E | |                                                                            | |                                                                                        |
|                                 |       |      | Sibret                            |     | Vaux-sur-Sûre      | 49° 58′ 21″ N, 5° 37′ 18″ E | |                                                                            | |                                                                                        |
|                                 |       |      | Sibret                            |     | Vaux-sur-Sûre      | 49° 57′ 55″ N, 5° 38′ 06″ E | |                                                                            | |                                                                                        |
|                                 |       |      | Sibret                            |     | Vaux-sur-Sûre      | 49° 57′ 54″ N, 5° 39′ 05″ E | |                                                                            | |                                                                                        |
|                                 |       |      | Sibret                            |     | Vaux-sur-Sûre      | 49° 58′ 14″ N, 5° 39′ 46″ E | |                                                                            | Localisation non confirmée. | Disparu.                                                                               |
|                                 |       |      | Lutremange (Villers-la-Bonne-Eau) |     | Bastogne           | 49° 56′ 15″ N, 5° 45′ 23″ E | - Contrôle de la route reliant Lutremange et Villers-la-Bonne-Eau. - Vue étendue vers la frontière belgo-luxembourgeoise. |                                                                            | - À l'arrière d'un monument dédié à la 35e division d'infanterie US. | Mis en valeur.                                                                         |
|                                 |       |      | Lutremange (Villers-la-Bonne-Eau) |     | Bastogne           | 49° 56′ 24″ N, 5° 45′ 11″ E | |                                                                            | |                                                                                        |
|                                 |       |      | Villers-la-Bonne-Eau              |     | Bastogne           | 49° 55′ 33″ N, 5° 44′ 39″ E | |                                                                            | | Disparu. Tas de ruine.                                                                 |
|                                 |       |      | Villers-la-Bonne-Eau              |     | Bastogne           | 49° 55′ 30″ N, 5° 45′ 02″ E | |                                                                            | |                                                                                        |
|                                 |       |      | Saint-Hubert                      |     | Saint-Hubert       | 50° 01′ 21″ N, 5° 22′ 00″ E | |                                                                            | - Localisation non confirmée. |                                                                                        |
|                                 |       |      | Saint-Hubert                      |     | Saint-Hubert       | 50° 01′ 11″ N, 5° 22′ 00″ E | |                                                                            | - Localisation non confirmée. |                                                                                        |
|                                 |       | B    | Saint-Hubert                      |     | Saint-Hubert       | 50° 00′ 58″ N, 5° 22′ 34″ E | |                                                                            | |                                                                                        |
|                                 |       |      | Saint-Hubert                      |     | Saint-Hubert       | 50° 01′ 16″ N, 5° 22′ 56″ E | |                                                                            | - Localisation non confirmée. |                                                                                        |
|                                 |       |      | Saint-Hubert                      |     | Saint-Hubert       | 50° 01′ 35″ N, 5° 22′ 51″ E | |                                                                            | - Localisation non confirmée. |                                                                                        |
|                                 |       | B    | Saint-Hubert                      |     | Saint-Hubert       | 50° 01′ 46″ N, 5° 23′ 34″ E | | ESE                                                                        | - Utilisé comme support d'affiches publicitaires. |                                                                                        |
|                                 |       |      | Saint-Hubert                      |     | Saint-Hubert       | 50° 01′ 54″ N, 5° 23′ 25″ E | |                                                                            | |                                                                                        |
|                                 |       |      | Saint-Hubert                      |     | Saint-Hubert       | 50° 02′ 05″ N, 5° 23′ 00″ E | |                                                                            | - Localisation non confirmée. |                                                                                        |
|                                 |       | B    | Saint-Hubert                      |     | Saint-Hubert       | 50° 02′ 06″ N, 5° 22′ 51″ E | | N                                                                          | |                                                                                        |
|                                 |       |      | Poix-Saint-Hubert                 |     | Saint-Hubert       | 50° 01′ 11″ N, 5° 19′ 22″ E | |                                                                            | - Localisation non confirmée. |                                                                                        |
|                                 |       |      | Poix-Saint-Hubert                 |     | Saint-Hubert       | 50° 01′ 22″ N, 5° 17′ 41″ E | |                                                                            | - Localisation non confirmée. |                                                                                        |
|                                 |       |      | Recogne                           |     | Libramont-Chevigny | 49° 54′ 35″ N, 5° 21′ 39″ E | | S                                                                          | - Sert de support à une enseigne commerciale. |                                                                                        |
|                                 |       |      | Respelt (Longlier)                |     | Neufchâteau        | 49° 52′ 55″ N, 5° 28′ 53″ E | |                                                                            | |                                                                                        |
|                                 |       |      | Respelt (Longlier)                |     | Neufchâteau        | 49° 52′ 40″ N, 5° 28′ 50″ E | |                                                                            | - Indiqué sur la carte du Circuit de la Mémoire de la commune de Neufchâteau . |                                                                                        |
|                                 |       |      | Verlaine (Tournay)                |     | Neufchâteau        | 49° 52′ 19″ N, 5° 24′ 33″ E | |                                                                            | - Indiqué sur la carte du Circuit de la Mémoire de la commune de Neufchâteau . |                                                                                        |
|                                 |       |      | Tournay                           |     | Neufchâteau        | 49° 52′ 13″ N, 5° 24′ 32″ E | |                                                                            | - Indiqué sur la carte du Circuit de la Mémoire de la commune de Neufchâteau . |                                                                                        |
|                                 |       |      | Tournay                           |     | Neufchâteau        | 49° 51′ 07″ N, 5° 25′ 00″ E | |                                                                            | - Indiqué sur la carte du Circuit de la Mémoire de la commune de Neufchâteau . |                                                                                        |
|                                 |       |      | Semel (Longlier)                  |     | Neufchâteau        | 49° 51′ 52″ N, 5° 25′ 38″ E | |                                                                            | - Indiqué sur la carte du Circuit de la Mémoire de la commune de Neufchâteau . |                                                                                        |
|                                 |       |      | Semel (Longlier)                  |     | Neufchâteau        | 49° 51′ 28″ N, 5° 25′ 57″ E | |                                                                            | - Indiqué sur la carte du Circuit de la Mémoire de la commune de Neufchâteau . |                                                                                        |
|                                 |       |      | Neufchâteau                       |     | Neufchâteau        | 49° 51′ 15″ N, 5° 25′ 50″ E | |                                                                            | - Indiqué sur la carte du Circuit de la Mémoire de la commune de Neufchâteau . |                                                                                        |
|                                 |       |      | Neufchâteau                       |     | Neufchâteau        | 49° 50′ 52″ N, 5° 24′ 57″ E | |                                                                            | - Indiqué sur la carte du Circuit de la Mémoire de la commune de Neufchâteau . |                                                                                        |
|                                 |       |      | Neufchâteau                       |     | Neufchâteau        | 49° 50′ 08″ N, 5° 24′ 55″ E | |                                                                            | - Indiqué sur la carte du Circuit de la Mémoire de la commune de Neufchâteau . |                                                                                        |
|                                 |       |      | Longlier                          |     | Neufchâteau        | 49° 51′ 42″ N, 5° 27′ 27″ E | |                                                                            | - Indiqué sur la carte du Circuit de la Mémoire de la commune de Neufchâteau . |                                                                                        |
|                                 |       |      | Longlier                          |     | Neufchâteau        | 49° 51′ 39″ N, 5° 27′ 32″ E | |                                                                            | - Indiqué sur la carte du Circuit de la Mémoire de la commune de Neufchâteau . |                                                                                        |
|                                 |       |      | Longlier                          |     | Neufchâteau        | 49° 51′ 21″ N, 5° 27′ 40″ E | |                                                                            | - Indiqué sur la carte du Circuit de la Mémoire de la commune de Neufchâteau . |                                                                                        |
|                                 |       |      | Longlier                          |     | Neufchâteau        | 49° 51′ 27″ N, 5° 26′ 53″ E | |                                                                            | - Indiqué sur la carte du Circuit de la Mémoire de la commune de Neufchâteau . |                                                                                        |
|                                 |       |      | Longlier                          |     | Neufchâteau        | 49° 51′ 08″ N, 5° 27′ 46″ E | |                                                                            | - Indiqué sur la carte du Circuit de la Mémoire de la commune de Neufchâteau . |                                                                                        |
|                                 |       |      | Offaing (Hamipré)                 |     | Neufchâteau        | 49° 50′ 39″ N, 5° 28′ 47″ E | |                                                                            | - Indiqué sur la carte du Circuit de la Mémoire de la commune de Neufchâteau . |                                                                                        |
|                                 |       |      | Offaing (Hamipré)                 |     | Neufchâteau        | 49° 49′ 57″ N, 5° 28′ 47″ E | |                                                                            | - Indiqué sur la carte du Circuit de la Mémoire de la commune de Neufchâteau . |                                                                                        |
|                                 |       |      | Offaing (Hamipré)                 |     | Neufchâteau        | 49° 50′ 26″ N, 5° 28′ 59″ E | |                                                                            | - Indiqué sur la carte du Circuit de la Mémoire de la commune de Neufchâteau . - Localisation non confirmée.                                                                                            |                                                                                        |
|                                 |       |      | Offaing (Hamipré)                 |     | Neufchâteau        | 49° 50′ 11″ N, 5° 28′ 40″ E | |                                                                            | - Indiqué sur la carte du Circuit de la Mémoire de la commune de Neufchâteau . - Localisation non confirmée.                                                                                            |                                                                                        |
|                                 |       |      | Hamipré                           |     | Neufchâteau        | 49° 49′ 42″ N, 5° 27′ 38″ E | |                                                                            | - Indiqué sur la carte du Circuit de la Mémoire de la commune de Neufchâteau . |                                                                                        |
|                                 |       |      | Hamipré                           |     | Neufchâteau        | 49° 50′ 38″ N, 5° 27′ 41″ E | |                                                                            | - Indiqué sur la carte du Circuit de la Mémoire de la commune de Neufchâteau . |                                                                                        |
|                                 |       |      | Hamipré                           |     | Neufchâteau        | 49° 49′ 38″ N, 5° 27′ 16″ E | |                                                                            | - Indiqué sur la carte du Circuit de la Mémoire de la commune de Neufchâteau . - Localisation non confirmée.                                                                                            |                                                                                        |
|                                 |       |      | Hamipré                           |     | Neufchâteau        | 49° 50′ 26″ N, 5° 27′ 55″ E | |                                                                            | - Indiqué sur la carte du Circuit de la Mémoire de la commune de Neufchâteau . - Localisation non confirmée.                                                                                            |                                                                                        |
|                                 |       |      | Montplainchamps (Grapfontaine)    |     | Neufchâteau        | 49° 49′ 11″ N, 5° 25′ 13″ E | |                                                                            | - Indiqué sur la carte du Circuit de la Mémoire de la commune de Neufchâteau . |                                                                                        |
|                                 |       |      | Montplainchamps (Grapfontaine)    |     | Neufchâteau        | 49° 49′ 07″ N, 5° 25′ 16″ E | |                                                                            | - Indiqué sur la carte du Circuit de la Mémoire de la commune de Neufchâteau . |                                                                                        |
|                                 |       |      | Grandvoir                         |     | Neufchâteau        | 49° 51′ 03″ N, 5° 22′ 43″ E | |                                                                            | - Indiqué sur la carte du Circuit de la Mémoire de la commune de Neufchâteau . |                                                                                        |
|                                 |       |      | Grandvoir                         |     | Neufchâteau        | 49° 51′ 17″ N, 5° 22′ 56″ E | |                                                                            | - Indiqué sur la carte du Circuit de la Mémoire de la commune de Neufchâteau . |                                                                                        |
|                                 |       |      | Bercheux                          |     | Vaux-sur-Sûre      | 49° 54′ 22″ N, 5° 31′ 29″ E | |                                                                            | |                                                                                        |
|                                 |       |      | Bercheux                          |     | Vaux-sur-Sûre      | 49° 54′ 31″ N, 5° 31′ 19″ E | |                                                                            | |                                                                                        |
|                                 |       |      | Vaux-sur-Sûre                     |     | Vaux-sur-Sûre      | 49° 55′ 03″ N, 5° 31′ 47″ E | |                                                                            | |                                                                                        |
|                                 |       |      | Vaux-sur-Sûre                     |     | Vaux-sur-Sûre      | 49° 55′ 52″ N, 5° 35′ 44″ E | |                                                                            | |                                                                                        |
|                                 |       |      | Vaux-sur-Sûre                     |     | Vaux-sur-Sûre      | 49° 54′ 58″ N, 5° 31′ 53″ E | |                                                                            | - Localisation non confirmée. |                                                                                        |
|                                 |       |      | Warnach (Tintange)                |     | Fauvillers         | 49° 51′ 36″ N, 5° 43′ 11″ E | |                                                                            | |                                                                                        |
|                                 |       |      | Tintange                          |     | Fauvillers         | 49° 53′ 26″ N, 5° 45′ 04″ E | - Couverture du pont et de la vallée du Syrbach démarquant la frontière avec le Luxembourg.                               |                                                                            | |                                                                                        |
|                                 |       |      | Tintange                          |     | Fauvillers         | 49° 53′ 31″ N, 5° 44′ 49″ E | - Couverture du pont et de la vallée du Syrbach démarquant la frontière avec le Luxembourg.                               |                                                                            | |                                                                                        |
|                                 |       |      | Bodange                           |     | Fauvillers         | 49° 50′ 58″ N, 5° 41′ 41″ E | - Contrôle de la vallée de la Sure, de la route reliant Wisembach à Bodange, de la voie du Vicinal.                       | SE                                                                         | - Parement du côté de l'embrasure en schiste du pays. - Panneau didactique. - Faits de guerre : combat de Bodange le 10 mai 1940.                                                                       | Mis en valeur.                                                                         |
|                                 |       |      | Martelange                        |     | Martelange         | 49° 50′ 56″ N, 5° 43′ 59″ E | |                                                                            | |                                                                                        |
|                                 |       |      | Martelange                        |     | Martelange         | 49° 50′ 01″ N, 5° 44′ 15″ E | |                                                                            | - Localisation non confirmée. - Combat de Martelange . |                                                                                        |
|                                 |       |      | Martelange                        |     | Martelange         | 49° 50′ 29″ N, 5° 44′ 26″ E | |                                                                            | - Localisation non confirmée. - Fortin situé sur les hauteurs entre la rue de la Hardt et la . |                                                                                        |
|                                 |       |      | Neuperlé                          |     | Martelange         | 49° 48′ 37″ N, 5° 44′ 40″ E | |                                                                            | - Localisation confirmée ca 09 février 2025 - Bunker en bon état mais un peu inondé |                                                                                        |
|                                 |       |      | Neuperlé                          |     | Martelange         | 49° 48′ 25″ N, 5° 44′ 52″ E | |                                                                            | |                                                                                        |
| Bunker du parc du Chatelet      |       |      | Habay-la-Neuve                    |     | Habay              | 49° 43′ 51″ N, 5° 39′ 40″ E | |                                                                            | - Projet de mise en valeur en 2020 . | Mis en valeur.                                                                         |
| Fortin de l'Arlune              |       |      | Habay-la-Neuve                    |     | Habay              | 49° 44′ 07″ N, 5° 38′ 34″ E | - Contrôle de la Rue du Prévôt.                                                                                           |                                                                            | |                                                                                        |
| Fortin Rue de Luxembourg        |       |      | Habay-la-Neuve                    |     | Habay              | 49° 43′ 36″ N, 5° 39′ 26″ E | |                                                                            | - Localisation non confirmée. | Disparu.                                                                               |
| Fortin Rue Jeanne Petit         |       |      | Habay-la-Neuve                    |     | Habay              | 49° 43′ 46″ N, 5° 39′ 33″ E | |                                                                            | - Localisation non confirmée. |                                                                                        |
| Fortin de la rue de la Charmoye |       |      | Habay-la-Neuve                    |     | Habay              | 49° 43′ 28″ N, 5° 39′ 18″ E | |                                                                            | |                                                                                        |
| Fortin de la rue de Vance       |       |      | Habay-la-Neuve                    |     | Habay              | 49° 43′ 26″ N, 5° 39′ 02″ E | - Contrôle de l'entrée de Habay-la-Neuve par la rue de Vance.                                                             | SE                                                                         | |                                                                                        |
|                                 |       |      | Vance                             |     | Etalle             | 49° 40′ 03″ N, 5° 39′ 47″ E | | NE                                                                         | - Localisation non confirmée. | Disparu.                                                                               |
|                                 |       |      | Vance                             |     | Etalle             | 49° 40′ 17″ N, 5° 40′ 13″ E | | SE                                                                         | - Localisation non confirmée. |                                                                                        |
|                                 |       |      | Vance                             |     | Etalle             | 49° 40′ 24″ N, 5° 40′ 03″ E | | ENE                                                                        | |                                                                                        |
|                                 |       |      | Attert                            |     | Attert             | 49° 45′ 39″ N, 5° 46′ 26″ E | |                                                                            | |                                                                                        |
|                                 |       |      | Attert                            |     | Attert             | 49° 45′ 38″ N, 5° 47′ 12″ E | |                                                                            | |                                                                                        |
|                                 |       |      | Attert                            |     | Attert             | 49° 45′ 19″ N, 5° 46′ 46″ E | |                                                                            | |                                                                                        |
|                                 |       |      | Attert                            |     | Attert             | 49° 44′ 45″ N, 5° 47′ 21″ E | |                                                                            | | Disparu entre 2009 et 2019.                                                            |
|                                 |       |      | Attert                            |     | Attert             | 49° 45′ 01″ N, 5° 47′ 33″ E | |                                                                            | |                                                                                        |
|                                 |       |      | Attert                            |     | Attert             | 49° 45′ 00″ N, 5° 47′ 50″ E | |                                                                            | |                                                                                        |
|                                 |       |      | Attert                            |     | Attert             | 49° 44′ 52″ N, 5° 47′ 42″ E | |                                                                            | |                                                                                        |
|                                 |       |      | Attert                            |     | Attert             | 49° 45′ 25″ N, 5° 47′ 28″ E | |                                                                            | |                                                                                        |
| Abri n°1 Arlon                  |       | A    | Toernich                          |     | Arlon              | 49° 39′ 46″ N, 5° 46′ 03″ E | | SSE                                                                        | |                                                                                        |
| Abri n°2 Arlon                  |       |      | Toernich                          |     | Arlon              | 49° 39′ 07″ N, 5° 47′ 09″ E | | S                                                                          | |                                                                                        |
| Abri n°3 Arlon                  |       | A    | Wolkrange                         |     | Messancy           | 49° 38′ 47″ N, 5° 47′ 32″ E | | SSE                                                                        | |                                                                                        |
| Abri n°4 Arlon                  |       | A    | Sesselich                         |     | Arlon              | 49° 39′ 20″ N, 5° 47′ 50″ E | | SE                                                                         | |                                                                                        |
| Abri n°5 Arlon                  |       |      | Weyler (Autelbas)                 |     | Arlon              | 49° 39′ 49″ N, 5° 48′ 53″ E | | SE                                                                         | - Abri surmonté d'une construction légère en ruine. |                                                                                        |
| Abri n°6 Arlon                  |       |      | Weyler (Autelbas)                 |     | Arlon              | 49° 39′ 49″ N, 5° 49′ 08″ E | | SE                                                                         | |                                                                                        |
| Abri n°7 Arlon                  |       |      | Birel (Autelbas)                  |     | Arlon              | 49° 39′ 59″ N, 5° 49′ 29″ E | | E                                                                          | |                                                                                        |
| Abri n°8 Arlon                  |       |      | Birel (Autelbas)                  |     | Arlon              | 49° 40′ 16″ N, 5° 49′ 39″ E | | E                                                                          | - Localisation non confirmée. |                                                                                        |
| Abri n°9 Arlon                  |       |      | Arlon                             |     | Arlon              | 49° 40′ 51″ N, 5° 49′ 33″ E | | E                                                                          | - Localisation non confirmée. | Disparu.                                                                               |
| Abri n°10 Arlon                 |       |      | Arlon                             |     | Arlon              | 49° 41′ 16″ N, 5° 49′ 46″ E | | NE                                                                         | - Localisation non confirmée. |                                                                                        |
| Abri n°11 Arlon                 |       |      | Arlon                             |     | Arlon              | 49° 41′ 40″ N, 5° 49′ 12″ E | | NE                                                                         | | Partiellement enterré.                                                                 |
| Abri n°12 Arlon                 |       |      | Arlon                             |     | Arlon              | 49° 41′ 41″ N, 5° 49′ 02″ E | | NE                                                                         | - Localisation non confirmée. | Disparu.                                                                               |
| Abri n°13 Arlon                 |       |      | Arlon                             |     | Arlon              | 49° 41′ 53″ N, 5° 49′ 04″ E | | NNE                                                                        | - Intégré à une habitation adjacente. |                                                                                        |
| Abri n°14 Arlon                 |       |      | Arlon                             |     | Arlon              | 49° 41′ 45″ N, 5° 48′ 40″ E | | NNE                                                                        | - Localisation non confirmée. |                                                                                        |
| Abri n°15 Arlon                 |       |      | Arlon                             |     | Arlon              | 49° 41′ 45″ N, 5° 48′ 34″ E | | NNO                                                                        | - Localisation non confirmée. | Disparu.                                                                               |
| Abri n°16 Arlon                 |       |      | Bonnert                           |     | Arlon              | 49° 42′ 10″ N, 5° 48′ 32″ E | | NE                                                                         | |                                                                                        |
| Abri n°17 Arlon                 |       |      | Bonnert                           |     | Arlon              | 49° 42′ 24″ N, 5° 48′ 19″ E | | NE                                                                         | |                                                                                        |
| Abri n°18 Arlon                 |       |      | Bonnert                           |     | Arlon              | 49° 42′ 49″ N, 5° 48′ 07″ E | | E                                                                          | |                                                                                        |
| Abri n°19 Arlon                 |       |      | Bonnert                           |     | Arlon              | 49° 42′ 37″ N, 5° 48′ 08″ E | | NO                                                                         | |                                                                                        |
| Abri n°20 Arlon                 |       |      | Metzert (Tontelange)              |     | Attert             | 49° 43′ 02″ N, 5° 47′ 25″ E | | N                                                                          | |                                                                                        |
| Abri n°21 Arlon                 |       |      | Viville (Bonnert)                 |     | Arlon              | 49° 42′ 34″ N, 5° 47′ 37″ E | | NO                                                                         | |                                                                                        |
| Abri n°22 Arlon                 |       |      | Viville (Bonnert)                 |     | Arlon              | 49° 42′ 19″ N, 5° 47′ 22″ E | | NNO                                                                        | |                                                                                        |
| Abri n°23 Arlon                 |       |      | Viville (Bonnert)                 |     | Arlon              | 49° 41′ 54″ N, 5° 47′ 05″ E | | O                                                                          | |                                                                                        |
| Abri n°24 Arlon                 |       |      | Viville (Bonnert)                 |     | Arlon              | 49° 41′ 34″ N, 5° 47′ 25″ E | | NE                                                                         | |                                                                                        |
| Abri n°25 Arlon                 |       |      | Stockem (Heinsch)                 |     | Arlon              | 49° 41′ 14″ N, 5° 47′ 30″ E | | E                                                                          | |                                                                                        |
| Abri n°26 Arlon                 |       |      | Schoppach (Heinsch)               |     | Arlon              | 49° 40′ 57″ N, 5° 47′ 34″ E | | SE                                                                         | - Localisation non confirmée. | Disparu.                                                                               |
| Abri n°27 Arlon                 |       |      | Schoppach (Heinsch)               |     | Arlon              | 49° 40′ 20″ N, 5° 48′ 13″ E | | SSE                                                                        | |                                                                                        |
| Abri n°28 Arlon                 |       |      | Arlon                             |     | Arlon              | 49° 40′ 09″ N, 5° 48′ 40″ E | | SSE                                                                        | - Localisation non confirmée. |                                                                                        |

## Sources
- Moniteur belge : publication des ventes par l'Etat belge des fortins.
- Données cartographiques du Service Public de Wallonie (WalOnMap).
- Imagerie satellite de Google Maps et photographies de Google Street View.
- Cartographie en ligne du projet collaboratif OpenStreetMap.
- Jacques Champagne et Bernard Muller, Les fortins "Devèze" d’Arlon – Le Centre de Résistance Frontière 1933-1940.